# Игуатеми (микрорегион)

Игуатеми на карте.

Игуатеми (порт. Microrregião de Iguatemi) — микрорегион в Бразилии, входит в штат Мату-Гросу-ду-Сул. Составная часть мезорегиона Юго-запад штата Мату-Гроссу-ду-Сул. Население составляет 226 333 человека (на 2010 год). Площадь — 22 455,769 км². Плотность населения — 10,08	чел./км².

## Демография
Согласно сведениям, собранным в ходе переписи 2010 г. Национальным институтом географии и статистики (IBGE), население микрорегиона составляет:						
| Полное население                             | Полное население                             | Полное население                             | Полное население                             | 226 333 |
| -------------------------------------------- | -------------------------------------------- | -------------------------------------------- | -------------------------------------------- | ------- |
| в том числе:                                 | Городское население                          | 163 905                                      | Процент городского населения, %              | 72,42   |
|                                              | Сельское население                           | 62 428                                       | Процент сельского населения, %               | 27,58   |
|                                              | Мужское население                            | 113 874                                      | Процент мужского населения, %                | 50,31   |
|                                              | Женское население                            | 112 459                                      | Процент женского населения, %                | 49,69   |
| Плотность населения, чел/км²                 | Плотность населения, чел/км²                 | Плотность населения, чел/км²                 | Плотность населения, чел/км²                 | 10,08   |
| Население микрорегиона в % к населению штата | Население микрорегиона в % к населению штата | Население микрорегиона в % к населению штата | Население микрорегиона в % к населению штата | 9,24    |

## Статистика
- Валовой внутренний продукт на 2003 год составляет 1 528 579 708,00 реалов (данные: Бразильский институт географии и статистики).
- Валовой внутренний продукт на душу населения на 2003 год составляет 7583,49 реала (данные: Бразильский институт географии и статистики).
- Индекс развития человеческого потенциала на 2000 год составляет 0,724 (данные: Программа развития ООН).

## Состав микрорегиона
В составе микрорегиона включены следующие муниципалитеты:
1. Анжелика
2. Коронел-Сапукая
3. Деодаполис
4. Элдораду
5. Глория-ди-Дорадус
6. Игуатеми
7. Итакираи
8. Ивиньема
9. Жапоран
10. Жатеи
11. Мунду-Нову
12. Навираи
13. Нову-Оризонти-ду-Сул
14. Параньюс
15. Сети-Кедас
16. Такуру